# Gołonóg (gromada)
Gołonóg – dawna gromada, czyli najmniejsza jednostka podziału terytorialnego Polskiej Rzeczypospolitej Ludowej w latach 1954–1972.
Gromady, z gromadzkimi radami narodowymi (GRN) jako organami władzy najniższego stopnia na wsi, funkcjonowały od reformy reorganizującej administrację wiejską przeprowadzonej jesienią 1954 do momentu ich zniesienia z dniem 1 stycznia 1973, tym samym wypierając organizację gminną w latach 1954–1972.
Gromadę Gołonóg z siedzibą GRN w Gołonogu (wówczas wsi; obecnie w granicach Dąbrowy Górniczej) utworzono – jako jedną z 8759 gromad na obszarze Polski – w powiecie będzińskim w woj. stalinogrodzkim, na mocy uchwały nr 14/54 WRN w Stalinogrodzie z dnia 5 października 1954. W skład jednostki wszedł obszar dotychczasowej gminy Gołonóg w tymże powiecie, a także oddziały leśne nr nr 70-72, 82-88, 96-108 i 133-139 z Nadleśnictwa Gołonóg. Dla gromady ustalono 27 członków gromadzkiej rady narodowej
20 grudnia 1956 województwo stalinogrodzkie przemianowano (z powrotem) na katowickie.
1 stycznia 1957 gromadę Gołonóg zniesiono w związku z nadaniem jej statusu osiedla (31 grudnia 1960 Gołonóg stał się częścią Dąbrowy Górniczej).